# Stare Babice (gmina)
Pour les articles homonymes, voir Stare Babice.
Stare Babice est une gmina rurale du powiat de Varsovie-ouest dans la Voïvodie de Mazovie, dans le centre-est de la Pologne.
Son siège administratif (chef-lieu) est le village de Stare Babice, qui se situe environ 6 km au nord-est d'Ożarów Mazowiecki (siège de la powiat) et 11 km à l'ouest de Varsovie (capitale de la Pologne).
La gmina couvre une superficie de 63,49 km2 pour une population de 15 391 habitants en 2006.

## Géographie
La gmina inclut les villages et localités de:

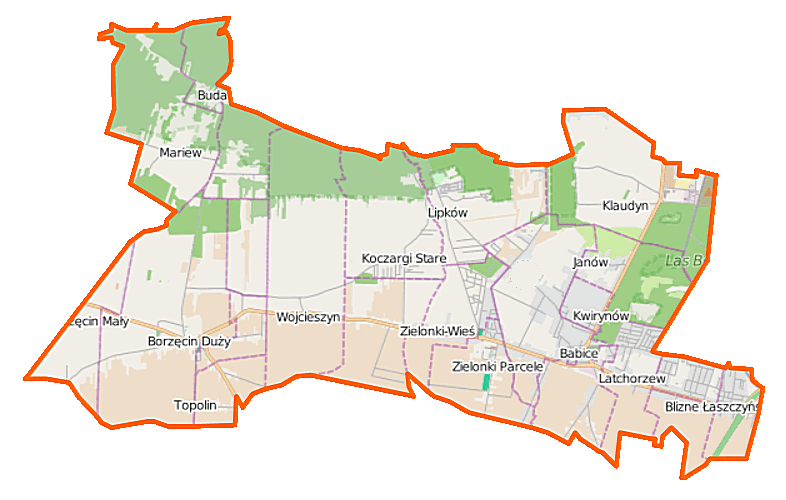
Plan de la gmina

- Babice Nowe
- Blizne Jasińskiego
- Blizne Łaszczyńskiego
- Borzęcin Duży
- Borzęcin Mały
- Buda
- Janów
- Klaudyn
- Koczargi Nowe
- Koczargi Stare
- Kwirynów
- Latchorzew
- Lipków
- Lubiczów
- Mariew
- Stanisławów
- Stare Babice
- Topolin
- Wierzbin
- Wojcieszyn
- Zalesie
- Zielonki-Parcela
- Zielonki-Wieś

### Gminy voisines
La gmina de Stare Babice borde:

la ville de:
- Varsovie

et les gminy de:
- Izabelin
- Leszno
- Ożarów Mazowiecki.

## Structure du terrain
D'après les données de 2002, la superficie de la commune de Szydłowiec est de 63,49 km2, répartis comme telle :
- terres agricoles : 58%
- forêts : 19%

La commune représente 11,89% de la superficie du powiat.

## Démographie
Données du 19 octobre 2009 :
| Description        | Total  | Total | Femmes | Femmes | Hommes | Hommes |
| ------------------ | ------ | ----- | ------ | ------ | ------ | ------ |
| Unité              | Nombre | %     | Nombre | %      | Nombre | %      |
| Population         | 15 392 | 100   | 7 929  | 51,5   | 7 463  | 48,5   |
| Densité (hab./km²) | 242,4  | 242,4 | 124,9  | 124,9  | 117,5  | 117,5  |